# 2013年ランペドゥーザ島難民船沈没事故

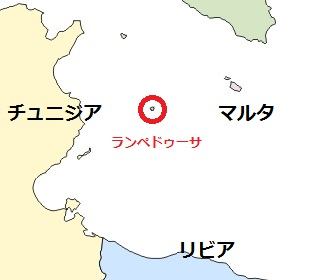
ランペドゥーザ島の位置

イタリア最南端の島であるランペドゥーザ島付近の地中海は、アフリカや中東からヨーロッパを目指す難民を乗せた船が渡る海域である。2013年には大規模な難民船沈没事故が2度発生し、さまざまな反響をもたらした。
10月3日、リビアからイタリアへ難民を運ぶボートがイタリアのランペドゥーザ島沖で沈没した。ボートは、リビアのミスラタから出港したが、難民の多くは、エリトリア、ソマリア、ガーナ出身であったことが報告されている。イタリア沿岸警備隊は、155人の生存者の救助に成功している。10月12日にボートの捜索が行われた後、死亡者が359人確認されたが、さらに見つかっていない遺体が存在することも報告された。その後、死者は「360人以上」と報告された。
10月11日には、ランペドゥーザ島から120キロメートル (75 mi)の位置にある、マルタの領海内で、2度目の沈没事故が発生した。伝えられるところによれば、このボートは、シリアやパレスチナからの難民を運んでおり、後に少なくとも34人の死亡が確認された。

## 10月3日の沈没事故

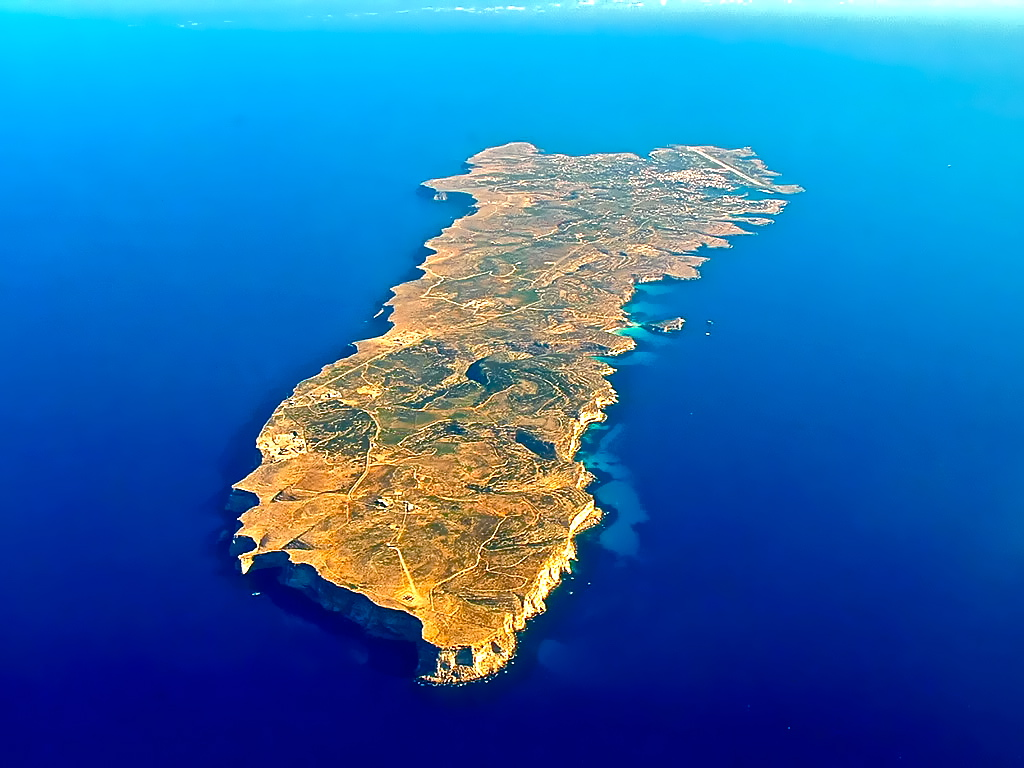
ランペドゥーザ島の空撮：写真の左側が北

ボートは、ランペドゥーザ島から3分の1未満のところでエンジントラブルを起こし始め、このとき長さ20-メートル  (66 ft)の漁船には、500人以上が積み込まれていたことが最初に報告された。彼らは近くのボートと連絡を取ろうとし、船の上の毛布に火を着けたが、この火はガソリンに燃え移り、沈没前の船に燃え広がってしまった。火を消すため、多くの人々が水をかけ、火の中から積み荷を移動させたが、その後船は沈没した。最初、少なくとも350人が行方不明とされた。
10月7日の時点で、194人の遺体が収容され、最終的な死者数が325人から363人まで増える可能性があることが報告された。合計155人は救助された。船が水面下47メートル (154 ft)まで沈み、船内に入ることができるようになってから、10月9日までに行われた捜索活動では、さらに108人が収容されたと報じられた。10月11日は、ボート内の全ての遺体が収容されたことが報じられ、確認された死者数は339人に達した。約50人がまだ行方不明と考えられており、この地域のさらなる行方不明者の捜索は、飛行機やロボット装置を使って続行される。10月12日までに見つかった20人の遺体を合わせ、死者は合計で359人に達した。死者の総数は、その後「360人以上」として報告された。
11月8日には、難民らは少なくとも$3,000 (£1,866) を、リビアから海を渡る前に、リビア、ソマリア、スーダンの売買グループに払ったことが報告された。払うことのできなかった女性は強姦され、反逆した男性は縛って拷問された。ボートの船長とされる35歳のチュニジア人、Khaled Bensalamは、2013年4月にイタリアから追放されたことが報告されており、沈没に責任があるとの容疑で逮捕された。彼は殺人として告発される可能性がある。11月8日には、34歳のソマリア国籍、Mouhamud Elmi Muhidinとパレスチナ人の男性も、航海を計画した商人としての容疑で逮捕された。警察は、Muhidinが、不法売買、誘拐、性的暴力、及び不法移住を扇動させるなど、様々な犯罪に関与している容疑があることを指摘した。2人は、多くの沈没事故生存者が彼らを見つけ、攻撃され始めていたところをイタリア警察に拘束された。

## 反応
カトリック教会のフランシスコ法王は、「ランペドゥーザ島沖で難破した犠牲者のために神に祈る」とツイートし、イタリアのエンリコ・レッタ首相は、「計り知れない悲劇」とツイートした。国際連合難民高等弁務官事務所のアントニオ・グテーレス氏は、この事故に対する迅速な対応をイタリア沿岸警備隊に委ねた。
イタリアのアンジェリーノ・アルファノ副首相は「ヨーロッパの悲劇であり、単なるイタリアの問題ではない。この犠牲は、悲しいことに悲劇のうちの1つ」と述べ、この事件を強調して、続いている難民の流入や船の難破を処理するため、ヨーロッパの援助が必要とした。また、イタリアでは哀悼の日も発表された。
死者に対して、欧州内務委員会のセシリア・マルムストロム委員はヨーロッパ連合に、難民船を止めるための救助パトロールを地中海全体にわたって増やすように欧州対外国境管理協力機関国境課を通じて要求した。マルムストロム委員は、「ランペドゥーザ島で起こったことが結束と相互援助を増加させ、同様の悲劇を今後防ぐ目覚まし時計にしたい」と述べた。欧州委員会委員長のジョゼ・マヌエル・ドゥラン・バローゾ委員長とイタリアのレッタ首相は、10月9日にランペドゥーザ島を訪問した。レッタ首相は亡くなった難民のために国葬を行うことを発表し、バローゾ委員長もイタリアで難民を支援するため、3000万ユーロを使用すると語った。

## 10月11日の沈没事故
2度目の沈没事故は、10月11日に、マルタ領海内にあるランペドゥーザ島から120キロメートル (75 mi)の場所で発生した。翌日の報告書では、34人が死亡したと発表された。少なくとも50人という最初の確証のない報告書は、誇張されていた。伝えられるところによれば、ボートは、シリアやパレスチナからの200人以上の移民を運んでおり、通過する飛行機の注意を引こうとした際に、乗っていた人が船の片側に集中し、転覆した。救出活動は、11月3日の転覆事故後、ランペドゥーザ島に配備されていたイタリアの船数隻の援助のもと、マルタの権限によって実施された。147ほどの生存者がマルタへ、56人がイタリアへと連れて行かれた。あるシリアの難民によれば、ボートは売買グループとの言い合いの間に、リビアの民兵によって出港された。
2度目の沈没事故後、マルタのジョゼフ・ムスカット首相は海を横断してくる難民問題に対して、他のヨーロッパ諸国からの行動が不足していることに対して不満とし、「私たちの地中海の中に私たちは墓地をつくっている」と述べた。潘基文国際連合事務総長は「事故の根本的原因を明らかにし、レスポンスの中心に難民の脆弱性や人権への対処策を含む、将来このような悲劇を防ぐ措置を講ずる」よう国際社会に要求した。
11月8日には、イタリア警察が47歳のパレスチナ人男性、Attour Abdalmenemを、航海を計画した商人の1人とする罪で逮捕した。